# متلازمة فرط الحمضات المصحوبة بألم عضلي
متلازمة فرط الحمضات المصحوبة بألم عضلي هي حالة عصبية غير قابلة للشفاء تشبه الإنفلونزا، وقد تكون مميتة في بعض الأحيان، وترتبط بتناول المكمل الغذائي ال تريبتوفانL-tryptophan. يزداد خطر الإصابة بمتلازمة فرط الحمضات بتناول جرعات كبيرة من التريبتوفان والتقدم في العمر. وتشير بعض الأبحاث أن تعدد الأشكال الجيني قد يكون له علاقة بمتلازمة فرط الحمضات. إن أحد الأعراض الأساسية لمتلازمة فرط الحمضات هو كثرة اليوزينيات بالإضافة إلى وجود ألم عضلي شديد غير عادي.

## الأسباب
قد أوضحت بعض الدراسات الخاصة بالأمراض الوبائية أن المتلازمة مرتبطة بشحنات من ل- تريبتوفان التي تم تزويدها بواسطة مصنع ياباني يدعي شوا دنكوا. ومع مرور الوقت قد أصبح ظاهراً إن شحنات ل-تريبتوفان المستوردة من شوا دنكوا ملوثة ببعض الشوائب، التي هي بدورها المسؤولة عن تفشي متلازمة زيادة عدد الحمضات المصاحبة للألم العضلي في1989. وفي حين إنه تم التعرف على 60 شائبة، تم ربط 6 منهم فقط  بالمتلازمة. كما أن المركب «أي بي تي» هو الشائب الوحيد الذي تم التعرف عليه بواسطة التحاليل المبدئية ولكن أظهرت المزيد من التحاليل وجود شوائب تسمى بالـ «بي أي أي» و«بيك 200». وبالإضافة إلى ذلك،  فإن اثنان من البيكس المتبقيين المصاحبين للمتلازمة تم تعريفهم بـ «يو في 28» و«بيك أي أي أي»، ويعد «بيك أي» هو الشائب الأكثر ارتباطا بالمتلازمة. ولكن لم يتم تكوين أي علاقة واضحة بين أي من هذه الشوائب وتأثير المتلازمة. وعلى الرغم من إن «أي بي تي» يعد المسئول الرئيسي عن حدوث المتلازمة، لم تظهر أي نتائج ذات دلالة إحصائية بين مستويات «أي بي تي» ومتلازمة زيادة عدد الحمضات المصاحبة للألم العضلي.
ولكن فالأهم من ذلك، إن هذه الدراسات تجاهلت وجود عدد من حالات المتلازمة المعلنة قبل وبعد تفشي الوباء، بالإضافة إلى وجود حالات بها مكملات أخرى تساعد علي ظهور المتلازمة. كما تم الإعلان عن حالة تعاني من المتلازمة مرتبطة باستهلاك كميات كبيرة من ل-تريبتوفان الموجود بالكاجوا. بينماعلى الجانب الأخر، أوجدت دراسة كندية كبيرة إنه تم تشخيص المتلازمة في عدد من المرضى الذين لم يتعرضوا لل- تريبتوفان من قبل، مما يثير التساؤلات حول التفسيرات السابقة. كما أظهرت بعض الدراسات التي أجريت على الحيوانات إن تناول ل-تريبتوفان سواء بمفردة أو مصاحباً لمكونات أخرى يؤدي إلى الإصابة بالمتلازمة.
وقد قام شوا دنكوا بالعديد من التغييرات في طرق التصنيع التي قد تكون مسببة لوجود الشوائب في شحنات ال-تريبتوفان. كما لوحظ تقليل كمية الفحم المستخدم لتنقية الشحنة من 20 كجم الي 10 كجم. وتم استحداث خطوة تصفية جديدة تسمى بالازموزية العكسية للتخلص من بعض الشوائب الخاصة. بالإضافة إلى ذلك، فإن المزارع المستخدمة لتصنيع ل-تريبتوفان هي من سلاسة باسيلوس اميلوليكويفاسينس المعدلة وراثياً لزيادة إنتاج الل-تريبتوفان. وبالرغم من إن الأجيال الأربعة السابقة من السلالات المعدلة وراثياً لم ينتج عنها حوادث خاصة بالمتلازمة، فإن الجيل الخامس المستخدم في الشحنات الملوثة قد يكون هو العامل الرئيسي وراء الشوائب. وقد تم استخدام هذا بصورة غير صحيحة لإثبات إن التعديل الوراثي هو السبب الرئيسي وراء التلوث. فقد وجد في النهاية إن تقليل كمية الكربون المستخدم  واستخدام الجيل الخامس من سلالة باسيلوس اميلوليكويفاسينس مرتبطون بالإصابة بالمتلازمة، لكن نتيجة للتداخل الكبير بين هذه التغييرات فإن الدور المستقل لأي من هذه التغييرات لم يتم التعرف عليه.

## رد الفعل المؤسسات المسؤولة
قامت منظمة الغذاء والدواء العالمية بتخفيف القيود على بيع وتسويق ل-تريبتوفان  في فبراير 2001، ولكن استمرت في تحجيم تصديرة حتي 2005.  

## العلاج
يعتمد العلاج على سحب المنتجات التي تحتوي على ال-تريبتوفان  واستبدالة بالجلوكوكورتيكويدز. وعلى صعيد آخر فأن أغلبية المرضى يتعافون بصورة كاملة ولكن في بعض الأحيان قد يكون المرض مميتا في أقل من 5 % من المصابين بالمتلازمة.

## التاريخ
تم الإعلان عن الحالة الأولى من المتلازمة من خلال مركز منع المرض والسيطرة عليه في نوفمبر 1989، ذلك وعلى الرغم من أن هناك 2-3 حالات ظهرت قبل هذا العام وبالإجمال تم الإعلان عن 1500 حالة من مركز منع المرض والسيطرة عليه، بالإضافة إلى 37 حالة وفاة على الأقل.